# Heinrich Bedford-Strohm

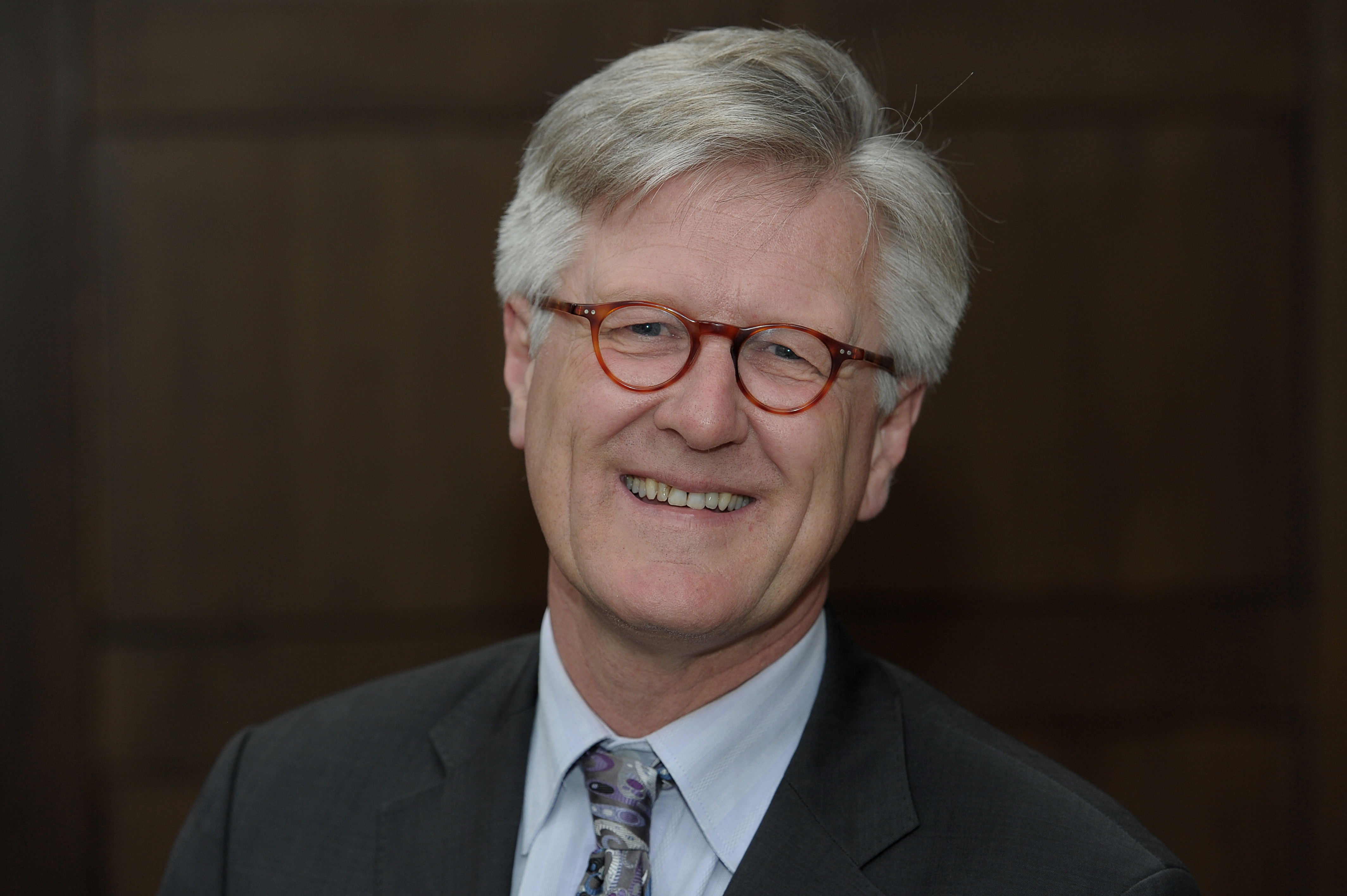
Heinrich Bedford-Strohm (2011)

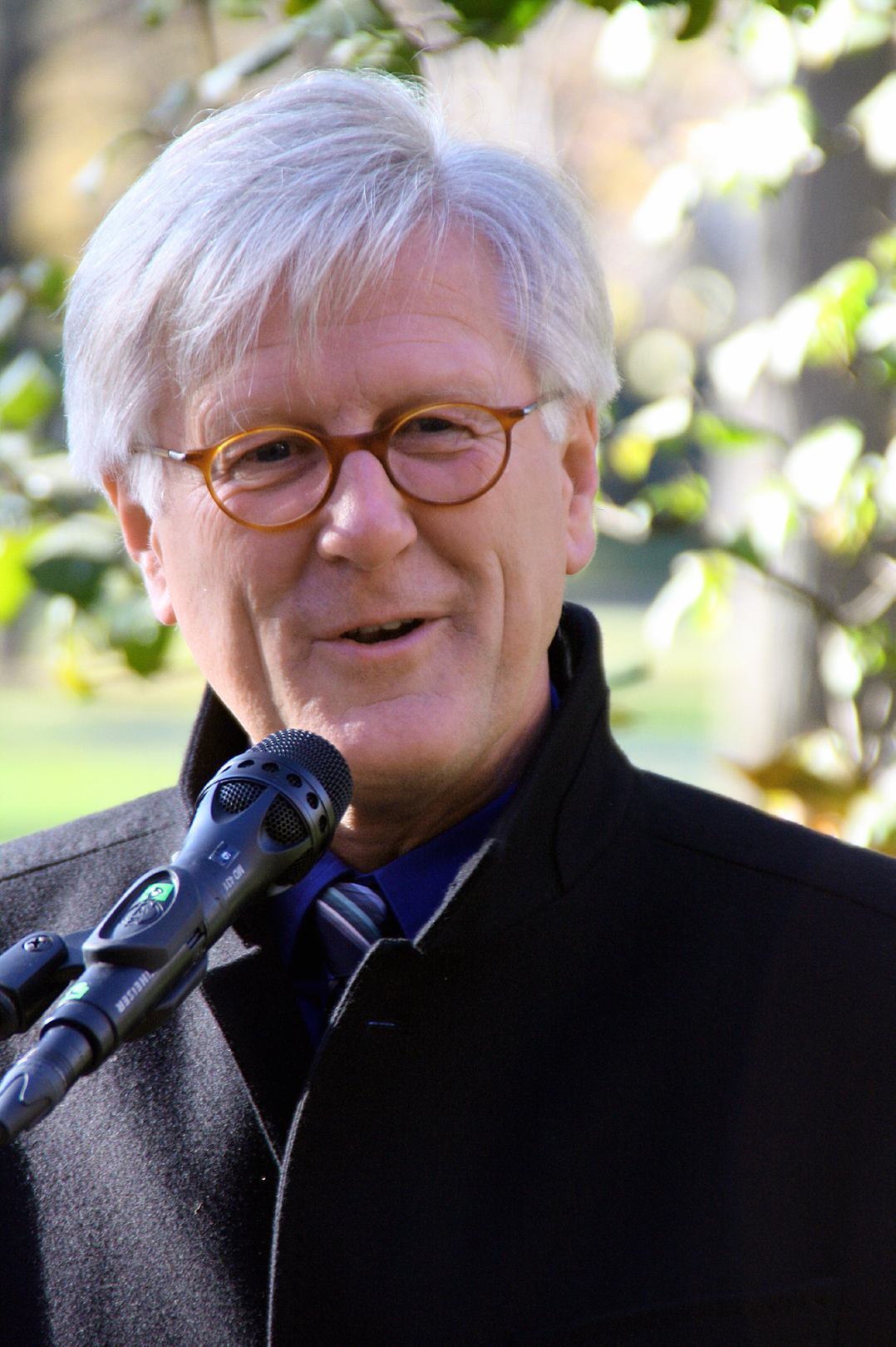
Heinrich Bedford-Strohm (2011)

Heinrich Bedford-Strohm, geborener Strohm (* 30. März 1960 in Memmingen) ist ein deutscher evangelisch-lutherischer systematischer Theologe mit dem Schwerpunkt Sozialethik. Vom 30. Oktober 2011 bis 30. Oktober 2023 war er Landesbischof der Evangelisch-Lutherischen Kirche in Bayern. Vom 11. November 2014 bis zum 10. November 2021 war er zusätzlich Vorsitzender des Rates der Evangelischen Kirche in Deutschland. Seit 2022 ist Bedford-Strohm Vorsitzender des Zentralausschusses des Ökumenischen Rates der Kirchen.

## Biographie

### Familie und Studium

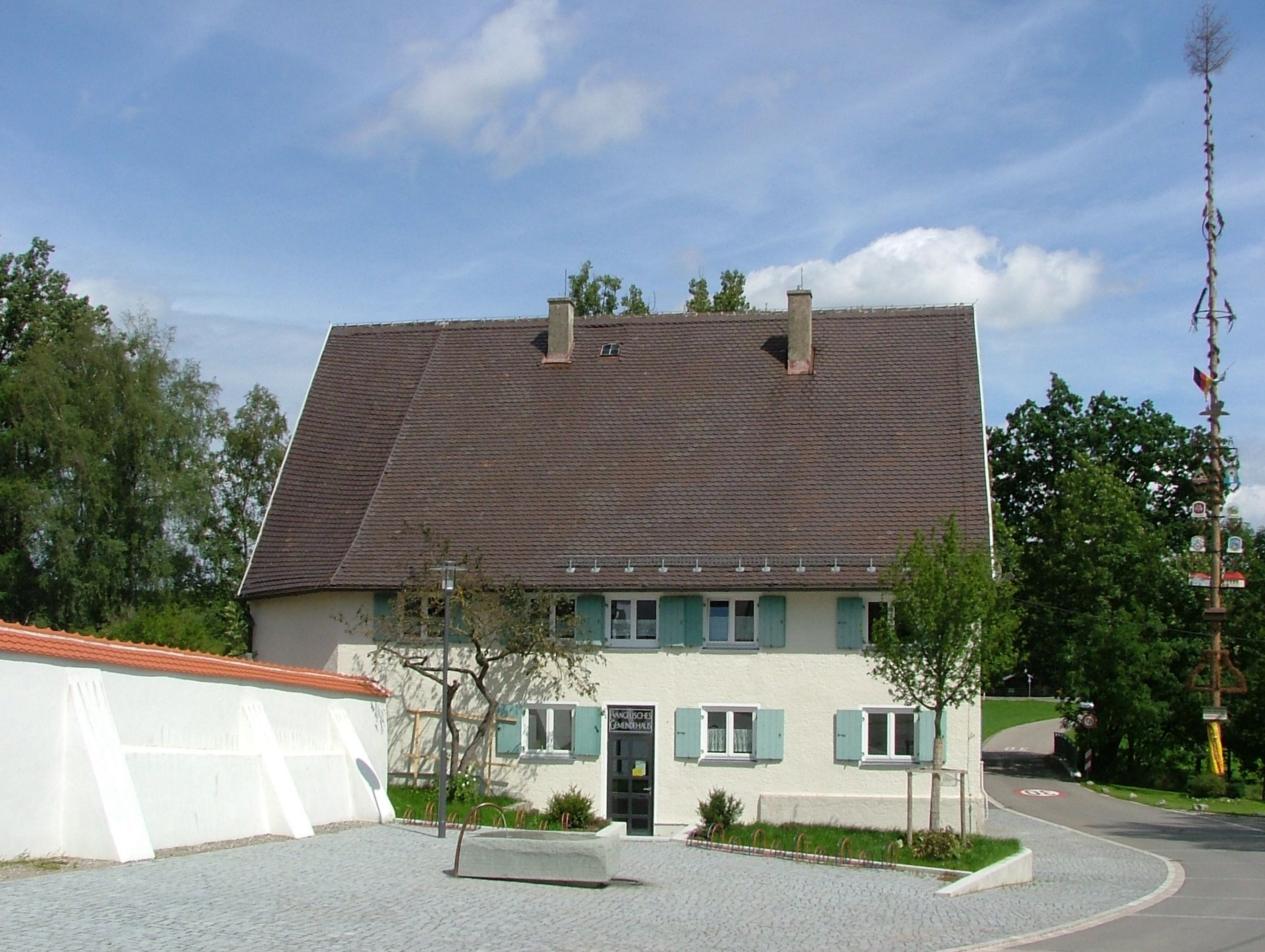
Evangelisches Gemeindehaus Buxach

Geboren im März 1960 in Memmingen, verbrachte Heinrich Strohm seine Kindheit in Pfarrhäusern in Buxach bei Memmingen und im oberfränkischen Coburg. Sein Vater Albert Strohm war evangelischer Pfarrer und später Dekan des evangelisch-lutherischen Dekanatsbezirks Passau. Sein Bruder Christoph Strohm ist Professor für Kirchengeschichte an der theologischen Fakultät der Ruprecht-Karls-Universität Heidelberg. Seine Familie stammt z. T. aus Bayreuth, wo sein Urgroßvater Albert Preu bis 1933 Oberbürgermeister war.
Nach dem Abitur im Jahr 1979 am Gymnasium Casimirianum Coburg und dem Grundwehrdienst als Sanitäter in Passau studierte Heinrich Strohm von 1980 bis 1981 Jura, Geschichte und Politologie in Freiburg. Von 1981 bis 1988 studierte er Evangelische Theologie in Erlangen, Heidelberg und Berkeley. In seiner Zeit als Student arbeitete er in Wärmestuben für Obdachlose und in Flüchtlingsheimen. Von 1989 bis 1992 war er Assistent am Lehrstuhl für Systematische Theologie und Sozialethik bei Wolfgang Huber an der Universität Heidelberg. Er wurde 1992 mit der Arbeit Vorrang für die Armen. Auf dem Weg zu einer theologischen Theorie der Gerechtigkeit promoviert. Von 1992 bis 1994 war er Vikar in Heddesheim. Am 21. Dezember 1997 wurde er in Ahorn ordiniert.
Heinrich Strohm heiratete 1985 die Psychotherapeutin Deborah Bedford aus Boston (USA). Seither führt das Ehepaar den Namen Bedford-Strohm. Es hat drei Söhne. Bedford-Strohm ist Mitglied der SPD, lässt seit seiner Wahl zum Bischof aber diese Mitgliedschaft ruhen.

### Pfarramt und wissenschaftliche Laufbahn
Nach dem Vikariat nahm Heinrich Bedford-Strohm eine Gastprofessur für Sozialethik am Union Theological Seminary in New York als Visiting Teaching Fellow in the Bonhoeffer Exchange Program an. Es folgte 1998 die Habilitation in Systematischer Theologie durch die Theologische Fakultät Heidelberg mit einer von der Deutschen Forschungsgemeinschaft finanzierten Habilitationsschrift Gemeinschaft aus kommunikativer Freiheit. Sozialer Zusammenhalt in der modernen Gesellschaft. Ein theologischer Beitrag.

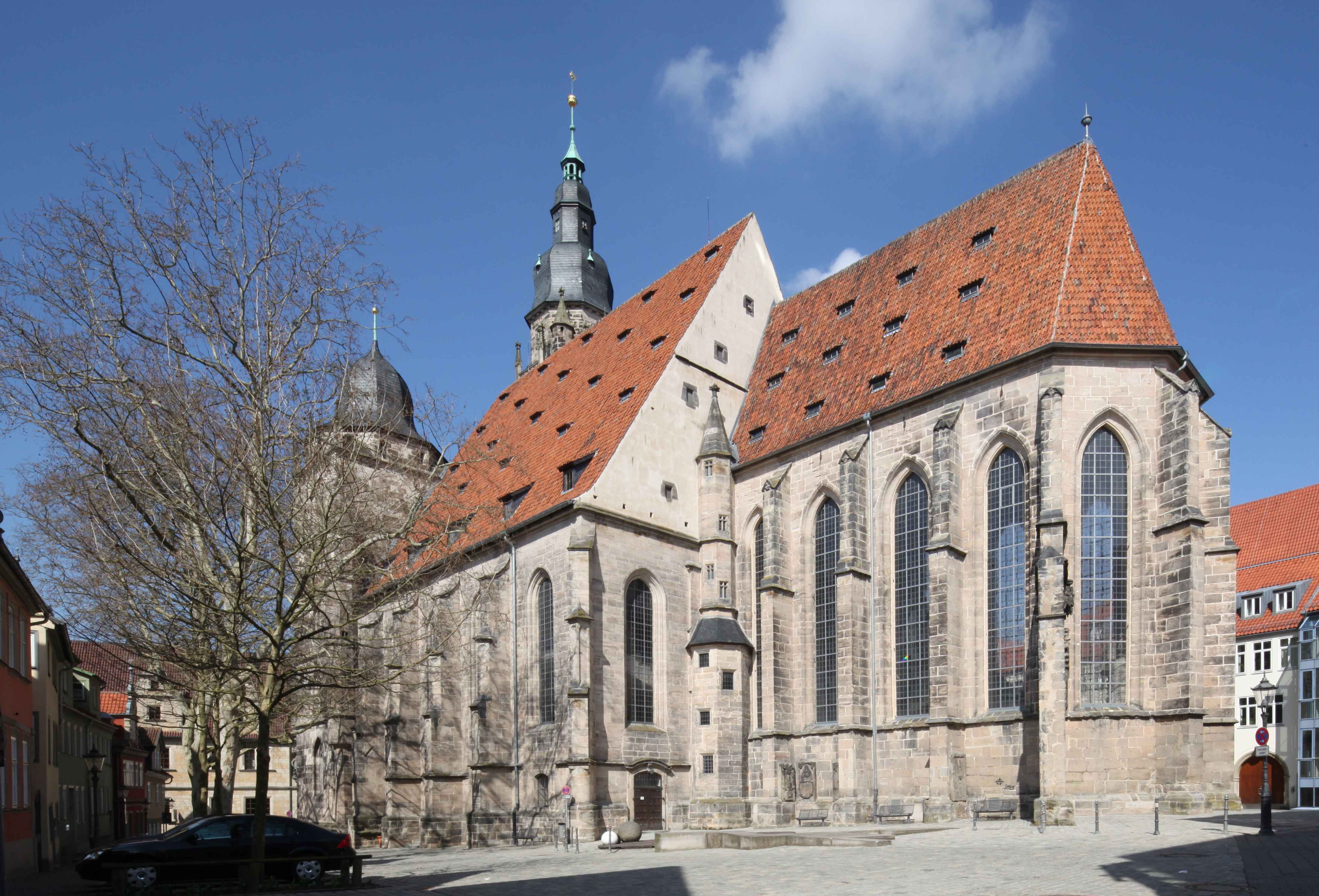
Morizkirche in Coburg

 Von 1997 bis 1999 und von 2001 bis 2004 war Bedford-Strohm Pfarrer an der Coburger Morizkirche. Seine Erfahrung aus der Seelsorge in der Gemeinde St. Moriz war auch eine wichtige Basis für seine Arbeit als Sozialethiker. Von Oktober 1999 bis September 2001 hatte er eine Vertretungsprofessur für Systematische Theologie und Ethik an der Justus-Liebig-Universität Gießen inne. Hierfür erhielt er im November 2001 den Wolfgang-Mittermeier-Preis der Universität Gießen für hervorragende Leistungen in der akademischen Lehre.
Am 1. April 2004 folgte er einem Ruf an die Otto-Friedrich-Universität Bamberg als Professor für Systematische Theologie und Theologische Gegenwartsfragen. Von April 2006 bis September 2009 bekleidete er das Amt des Dekans der Fakultät Humanwissenschaften an der Universität Bamberg. Im Februar 2006 war Bedford-Strohm als Theologischer Berater bei der 9. Vollversammlung des Weltkirchenrates in Porto Alegre tätig. Internationale Gastvorträge führten ihn u. a. an die Universitäten von Pretoria, Stellenbosch und Port Elizabeth (Südafrika), Butare (Ruanda), Sydney und Canberra (Australien), Harvard und New York City (USA). Im Januar 2008 wurde er Gründungsdirektor der Dietrich-Bonhoeffer-Forschungsstelle für Öffentliche Theologie an der Universität Bamberg. Von 2009 bis 2011 war er geschäftsführender und verantwortlicher Herausgeber der Zeitschrift Evangelische Theologie (Gütersloher Verlagshaus). Er gehört dem Herausgeberkreis weiter an. Seit Januar 2009 hat er eine außerordentliche Professur als Extraordinary Professor for Systematic Theology and Ecclesiology an der Universität Stellenbosch (Südafrika) inne. Nach der Aufgabe des Bamberger Lehrstuhls aufgrund der Bischofswahl verlieh ihm die Universität Bamberg eine Honorarprofessur.

### Bischofsamt, Ratsvorsitz der EKD und ÖKR
Am 4. April 2011 wurde Heinrich Bedford-Strohm als Nachfolger von Johannes Friedrich zum neuen Landesbischof der Evangelisch-Lutherischen Kirche in Bayern gewählt. Dieses Amt übte er bis 2023 aus.
Von 2010 bis 2013 war Bedford-Strohm Stellvertretender Vorsitzender der Sozialkammer der EKD. Von 2013 bis 2021 war er Mitglied im Rat der EKD. Am 11. November 2014 wurde er von der Synode der EKD (7. Tagung der 11. Synode) mit 106 von 125 Stimmen als Ratsvorsitzender gewählt, zunächst für ein Jahr, nachdem sein Vorgänger Nikolaus Schneider sein Amt ein Jahr vor Ende der Wahlperiode aufgegeben hatte. Im November 2015 wurde er mit 124 von 125 Stimmen im Amt bestätigt und hatte es weitere sechs Jahre inne.
Im Oktober 2020 gab Bedford-Strohm bekannt, nicht mehr für eine weitere Amtszeit als Ratsvorsitzender der EKD anzutreten. Der Ökumenische Rat der Kirchen, der weltweit 580 Millionen Christen aus 352 Kirchen vertritt, wählte auf seiner 11. Vollversammlung in Karlsruhe am 8. September 2022 Bedford-Strohm für acht Jahre zum Vorsitzenden des Zentralausschusses, des höchsten Leitungsgremiums des Kirchenbundes.

## Wissenschaftliche Schwerpunkte
Schwerpunkte der wissenschaftlichen Arbeit Bedford-Strohms sind Ökumenische Theologie, Ekklesiologie, Bio-, Friedens- und Wirtschaftsethik, Sozialstaat und Gerechtigkeitstheorien, Schöpfungsethik, christlicher Glaube und moderne Gesellschaft. An seinem Bamberger Lehrstuhl entstand die Dietrich-Bonhoeffer-Forschungsstelle für Öffentliche Theologie, die sich mit der Reflexion von Fragen öffentlicher Relevanz im Lichte theologischer Traditionen befasst.

## Sozialethische und theologische Schwerpunkte

### Politische Flüchtlinge und Menschenwürde
Landesbischof Heinrich Bedford-Strohm verbrachte den Heiligabend 2011 mit Flüchtlingen, wobei er die Erstaufnahmeeinrichtung für Asylbewerber in München besuchte. Dabei bemerkte der Bischof: „Ich bin den Flüchtlingen sehr dankbar für ihre Gastfreundschaft. Die Begegnung mit ihnen hat für mich einen starken menschlichen Eindruck hinterlassen. Das Etikett ‚Asylanten‘ verdeckt, welche interessanten und eindrucksvollen Persönlichkeiten hier leben. Ich wünsche mir in unserem Land viel mehr Aufmerksamkeit für diese Menschen.“ Bei einem Besuch des Erstaufnahmelagers im fränkischen Zirndorf kritisierte er die Unterbringung. Die Einrichtung sei überbelegt; es fehle an Asylsozialberatung.
Bedford-Strohm forderte 2012 einen humanen Umgang und mehr Respekt vor Flüchtlingen. Wichtig sei, dass die Asylsuchenden spürten, dass sie in einem Rechtsstaat angekommen seien; sie hätten oft Schweres erlebt. Bedford-Strohm plädierte für die dezentrale Unterbringung, da die zentrale Unterbringung in der Bevölkerung oft wenig Akzeptanz finde und eher Aggressionspotential fördere. In diesem Zusammenhang kritisierte Bedford-Strohm 2018 auch die Flüchtlingspolitik der CSU, besonders die aus seiner Sicht veränderte Tonlage in der öffentlichen Debatte. Dadurch drohe die Empathie verlorenzugehen. Ebenso übte er Ende 2018 Kritik an AfD-Mitgliedern, die „nur protestieren wollen“. Diese würden denen, die „ihr rechtsradikales Gedankengut unter dem Logo der AfD verbreiten“, Legitimation und Deckung verschaffen. Aus den Reihen der AfD-Spitze kämen „Aussagen, die im tiefen Widerspruch zum christlichen Glauben stehen“. Bedford-Strohm forderte eine „klare Kante gegen die Abwertung von Menschengruppen aufgrund ihrer Religion“, aber auch mehr Gesprächsbereitschaft „über unterschiedliche Auffassungen hinweg“. Nach dem Mord an dem Kasseler Regierungspräsidenten Walter Lübcke forderte Bedford-Strohm die AfD auf, spätestens jetzt ihr Verhältnis zum Rechtsextremismus zu klären. Sympathisanten der AfD sollten sich im Klaren darüber sein, dass sie „Rechtsextremen Deckung geben“.
Aufgrund seines Engagements für die Seenotrettung Geflüchteter im Rahmen der Initiative Gemeinsam Retten erhielt er Anfang Januar 2020 Morddrohungen.

### Politische Kultur und ökologischer Umbau
Evangelische Bischöfe fordern eine neue politische Kultur, so auch Bedford-Strohm, die das öffentliche Zeigen von Schwachheit nicht bestraft, sondern als Teil des Menschseins annimmt. Politiker könnten sich irren und Fehler begehen. Menschliche Fehlbarkeiten würden destruktiv, wenn sie permanent krampfhaft versteckt werden müssen, sagte der Bischof in seinem Antrittsgottesdienst im Kirchenkreis Regensburg. So plädiert er für eine neue politische Kultur der Offenheit und einen ökologischen Umbau der Gesellschaft. Grundregeln der politischen Kultur sollten sein, dass Politiker ihre Fehler auf den Tisch legen, ohne zugleich abgeschlachtet zu werden. Mit Blick auf den ökologischen Umbau müsse unnötiger Ressourcenverbrauch verringert werden. Die Ökologie solle nachhaltig in der Unternehmenspolitik Berücksichtigung finden. Die Frage der Zukunft sei: „Wie können wir den Teil des Budgets am Gebrauch der natürlichen Ressourcen der Erde, der uns zusteht, so benutzen, dass wir ein gutes Leben führen können.“

### Zivilgesellschaft und der Umgang mit Gewalt
Die Zivilgesellschaft brauche die Kirchen für ihre ethische und soziale Grundorientierung, von Bedford-Strohm auch als „ethische Tiefendimension“ bezeichnet. Denn, so der Bischof, die politische Kultur müsse sich ihrer Verantwortung für die Schwachen bewusst sein und berücksichtigen, wie sich Entscheidungen auf die „verletzlichsten Glieder“ der Gesellschaft auswirken. Als Beispiel verweist der Landesbischof auf die Entwicklung der Finanzmärkte. Zur Überwindung von Gewalt bzw. militärischer Gewalt plädiert der Landesbischof vor allem für den Einsatz ziviler Konfliktlösungen.

### Bedeutung des Gottesdienstes
Mit Blick auf den Gottesdienst betont der Bischof die Bedeutung einer guten Predigt. Es gehöre zu den großen Zielen des sonntäglichen Gottesdienstes, dass Gottesdienstbesucher entdecken, „wie gut es tut, mindestens einmal in der Woche einen Ort und eine Zeit zu haben, wo alles andere zurücksteht und Christen gemeinsam über Gott und die Welt und über sich selbst nachdenken“. Angesichts vieler Herausforderungen im Alltag des Lebens bedeute Christsein, so Heinrich Bedford-Strohm, die Chance zu einem „andere(n) Weg zum Glück“.

### Sozialethik des Sonntags und zur Rolle der Kirche
Heinrich Bedford-Strohm spricht von der Sozialethik des Sonntags. Denn zu den „Rhythmen des Lebens“ gehöre Arbeit, aber auch Ruhe, so der Landesbischof. Diese Rhythmen bedürften der Achtung. Der Mensch brauche Tage der Ruhe, die nicht der Kommerzialisierung dienen. Dabei gehe es um die Frage, „wie die Wirtschaft gestaltet wird“. Insofern ist der Sonntag als arbeitsfreier Tag etwas ganz Wichtiges, um schließlich dem „Druck, der Wirtschaft alles unterzuordnen, zu begegnen“. Zudem sei der Sonntag der Tag des Gottesdienstes. Somit berge er „seine Heiligkeit in sich“, soweit Heinrich Bedford-Strohm.
Drohe den Kirchen ein Bedeutungsverlust? Kirchen seien „tief verwurzelte Orte“, wo Menschen „Kraft schöpfen“ und „Grundorientierung“ gewönnen, so der Landesbischof.

### Kirche gegen rechts
Bedford-Strohm positionierte sich wiederholt gegen Rechtsextremismus: „Wir müssen klare Kante zeigen gegenüber allen Versuchen, völkisches Gedankengut und rechtsextremistische Kampfrhetorik in unserem Land wieder salonfähig zu machen“. Mit Blick auf die Flüchtlingsproblematik erklärte er, dass die Evangelische Kirche sich weiter dafür einsetzen werde, „dass dieses Land gastfreundlich bleibt und dass die Integration der Flüchtlinge hier in Deutschland gelingt“.

## Ökumene
Die Weiterentwicklung der Ökumene war ihm schon als Landesbischof ein Anliegen. Dabei betont er, nicht nur das Trennende, sondern auch das Verbindende zu sehen. Verbindend sei der „Glaube an den einen Christus“ wie das „Gemeinschaftserleben“.
Als Landesbischof habe er in den ersten Monaten seiner Amtszeit viele „eindrucksvolle ökumenische Gottesdienste“ erlebt. Er blicke „mit Zuversicht in die Zukunft“ und fordere alle Konfessionen auf, „eine authentische öffentliche Kirche zu sein, die leidenschaftlich ökumenisch denkt und fühlt.“ „Ein beharrliches Festhalten an den konfessionellen Trennungen würde unser Zeugnis verdunkeln“, so Bedford-Strohm.

## Mitgliedschaften (Auswahl)

### Kirchliches Engagement
Heinrich Bedford-Strohm hat in einer Vielzahl von nationalen und internationalen kirchlichen Institutionen mitgearbeitet. Dazu gehört die Internationale Arbeitsgruppe für Bioethik des Weltkirchenrates und die Kammer für Soziale Ordnung der Evangelischen Kirche in Deutschland (Sozialkammer). Ferner war der Landesbischof von 2005 bis 2011 Vorsitzender der Gesellschaft für Evangelische Theologie und Mitglied der Jury des Preises der Lutherstädte Das unerschrockene Wort.

### Politisches Engagement
Seit seiner Wahl zum Landesbischof lässt Bedford-Strohm die Mitgliedschaft in der Sozialdemokratischen Partei Deutschlands ruhen. Er gehört zu den Unterstützern der Charta der Digitalen Grundrechte der Europäischen Union, die Ende November 2016 veröffentlicht wurde.

## Kritik
Im Oktober 2016 besuchte Bedford-Strohm zusammen mit Kardinal Reinhard Marx den Tempelberg, den Felsendom und die Klagemauer in Jerusalem. Beide legten dort zeitweise auf Bitten der jüdischen und der muslimischen Gastgeber ihr Brustkreuz ab. Das wurde von Teilen der Öffentlichkeit als „Verleugnung des Kreuzes“ ausgelegt und entsprechend kritisiert.
Unmittelbar nach Veröffentlichung der Studie über sexualisierte Gewalt in der evangelischen Kirche am 25. Januar 2024 wurde Bedford-Strohm von Betroffenenvertretern dahingehend kritisiert, in seiner langjährigen Amtszeit zu wenig zur Aufarbeitung beigetragen zu haben. Katharina Kracht, Mitglied im Beirat des Forschungsverbundes, meinte: „Das Problem ist mindestens seit 2010 bekannt. Herr Bedford-Strohm hat das Thema erstmals ein, zwei Wochen vor der Synode 2021 thematisiert.“ Er sei schon sieben Jahre lang Ratsvorsitzender gewesen, bevor er die Missbrauchsthematik angesprochen habe. Der Betroffenenvertreter Detlef Zander warf Bedford-Strohm vor, dass dieser auf landeskirchlicher Ebene „einfach nichts gemacht“ habe, weil es ihm „nicht wichtig“ gewesen sei. „Eigentlich müsste er in Sack und Asche gehen.“ Der aktuelle Landesbischof Christian Kopp widersprach diesem Eindruck. Bedford-Strohm habe stattdessen die Aufklärung von sexueller Gewalt zu einem wichtigen Arbeitsthema gemacht.

## Auszeichnungen
- 2015 Hans-Ehrenberg-Preis[41]
- 2016 Herbert-Haag-Preis[42]
- 2017 Bayerischer Verdienstorden[43]
- 2017 Ökumene-Preis der katholischen Akademie München zusammen mit Kardinal Reinhard Marx[44]
- 2018 Hildegard Hamm-Brücher-Preis[45]
- 2018 James I. McCord Award des Center for Theological Inquiry der Princeton University
- 2019 Oswald-von-Nell-Breuning-Preis[46]
- 2019 Ehrenbürger der sizilianischen Stadt Palermo[47]
- 2020 Augsburger Friedenspreis zusammen mit Kardinal Reinhard Marx[48]
- 2021 Württemberger Köpfe der Württemberger Gesellschaft e. V.[49]
- 2022 Bayerischer Verfassungsorden[50]
- 2022 Albert-Schweitzer-Medaille[51]
- 2023 Ehrenbürger der Stadt Coburg[52]

## Bibliographie (Auswahl)
Monographien
- Frömmigkeit und Glück, München 2022 Claudius Verlag, ISBN 978-3-532-62871-3.
- Vorrang für die Armen. Auf dem Weg zu einer theologischen Theorie der Gerechtigkeit. Gütersloher Verlags-Haus, Gütersloh 1993, ISBN 3-579-02010-2 (zugleich: Heidelberg, Universität, Dissertation, 1992). 2. mit einem neuen Vorwort versehene Auflage, Leipzig 2018, ISBN 978-3-374-05504-3.
- Gemeinschaft aus kommunikativer Freiheit. Sozialer Zusammenhalt in der modernen Gesellschaft. Ein theologischer Beitrag. Gütersloher Verlags-Haus, Gütersloh 1999, ISBN 3-579-02626-7 (zugleich: Heidelberg, Universität, Habilitations-Schrift, 1998). 2. mit einem neuen Vorwort versehene Auflage, Leipzig 2018, ISBN 978-3-374-02769-9.
- Schöpfung (Ökumenische Studienhefte 12). Bensheimer Hefte 96, Göttingen 2001, ISBN 3-525-87187-2.
- Nach Gott im Leben fragen. Ökumenische Einführung in die Theologie. Gütersloh/Freiburg 2004, ISBN 3-451-28518-5 (zus. mit Ulrike Link-Wieczorek, Ralf Miggelbrink, Dorothea Sattler, Michael Haspel und Uwe Swarat).
- Position beziehen. Perspektiven einer öffentlichen Theologie. München 2012, ISBN 978-3-532-62440-1.
- Wer’s glaubt, wird selig, Ein Glaubensgespräch zwischen Vater und Sohn. Heinrich und Jonas Bedford-Strohm. Freiburg im Breisgau 2013, ISBN 978-3-451-34587-6.
- Leben dürfen – Leben müssen. Argumente gegen die Sterbehilfe. München 2015, ISBN 978-3-466-37114-3.
- Funkenflug. Glaube neu entfacht. Aßlar 2015, ISBN 978-3-86334-072-8.
- mit-ge-fühl. Ein Plädoyer. München 2016, ISBN 978-3-532-62483-8.
- Alles ändert sich. Die Welt im Licht von Weihnachten. Ostfildern, 2016, ISBN 978-3-8436-0852-7.
- Freiheit. Sozialwissenschaftliches Institut der EKD, Hannover 2016.
- Die Welt verändern: Was uns der Glaube heute zu sagen hat. Berlin 2016, ISBN 978-3-351-03644-7 (zus. mit Margot Käßmann).
- Radikal lieben. Anstöße für die Zukunft einer mutigen Kirche. Gütersloh 2017, ISBN 978-3-579-08529-6.
- Liberation Theology for a Democratic Society, Essays in Public Theology. Collected by Michael Mädler and Andrea Wagner-Pinggéra, Zürich 2018, ISBN 978-3-643-90458-4.

Herausgeberschaften
- Religion Unterrichten. Aktuelle Standortbestimmung im Schnittfeld zwischen Kirche und Gesellschaft. Neukirchen-Vluyn 2003, ISBN 3-7887-1986-9.
- »․․․und das Leben der zukünftigen Welt«. Von Auferstehung und Jüngstem Gericht. Neukirchen-Vluyn 2007, ISBN 3-7887-2247-9.
- Sinn der Arbeit – Ethos der Arbeit. Beiträge aus Theologie und Ökonomie. Neuendettelsau 2007, urn:nbn:de:bvb:473-opus-1346.
- Und Gott sah, dass es gut war. Schöpfung und Endlichkeit im Zeitalter der Klimakatastrophe. Neukirchen-Vluyn 2009, ISBN 978-3-7887-2391-0.
- Reihe Öffentliche Theologie (zusammen mit Wolfgang Huber), Evangelische Verlagsanstalt, Leipzig 2009.
- Glück-Seligkeit. Theologische Rede vom Glück in einer bedrohten Welt. Neukirchen-Vluyn 2011, ISBN 978-3-7887-2493-1.
- Die Personen der Bibel. Sonntagsblatt Edition, München 2016–2019, 2 Bände, ISBN 978-3-583-20900-8 (Bd. 1), ISBN 978-3-583-20911-4 (Bd. 2).

Zeitschriftenartikel
- Freiheit und Verbindlichkeit. Auf dem Wege zu einer ökumenischen Soziallehre. Herder Korrespondenz 58, 2004, S. 406–410.
- Wie politisch darf die Kirche sein? In: FAZ.net vom 16. Mai 2017.

Weiteres
- Freiheit Verantworten. Festschrift zum 60. Geburtstag von Wolfgang Huber. Gütersloh 2002 (als Mitherausgeber), ISBN 3-579-05385-X.
- Kontinuität und Umbruch im deutschen Wirtschafts- und Sozialmodell. Jahrbuch Sozialer Protestantismus 1, Gütersloh 2007 (als Mitherausgeber), ISBN 978-3-579-08050-5.
- Nach Gott im Leben fragen. Ökumenische Einführung in die Theologie. Gütersloh/Freiburg 2004 (als Mitautor: Moderne Wirtschaft und die christliche Hoffnung auf Gerechtigkeit, S. 120–143), ISBN 978-3-579-05426-1, ISBN 978-3-451-28518-9.
- Ethische Schlüsselprobleme. Lebensweltlich – systematisch – didaktisch. Hg. von Rainer Lachmann, Gottfried Adam, Martin Rothgangel (Theologie für Lehrerinnen und Lehrer 4), Göttingen 2006 (als Mitautor: Bioethik: Technisierung und Menschenwürde, S. 343–363), ISBN 3-525-61423-3.
- Von der „Barmherzigkeit“ zum „Sozial-Markt“. Zur Ökonomisierung der sozialdiakonischen Dienste (Jahrbuch Sozialer Protestantismus 2), Gütersloh 2008 (als Mitherausgeber), ISBN 978-3-579-08051-2.
- Globalisierung (Jahrbuch Sozialer Protestantismus 3), Gütersloh 2009 (als verantwortlicher Herausgeber), ISBN 978-3-579-08052-9.
- Nature Space and the Sacred. Transdisciplinary Perspectives. Ashgate, Aldershot 2009 (als Mitherausgeber), ISBN 0-7546-6686-7.
- Zauberformel Soziale Marktwirtschaft (Jahrbuch Sozialer Protestantismus 4). Gütersloh 2010 (als Mitherausgeber), ISBN 978-3-579-08053-6.
- Arbeitswelten (Jahrbuch Sozialer Protestantismus 4). Gütersloh 2011 (als Mitherausgeber), ISBN 978-3-579-08054-3.
- Eberhard Bethge, Weggenosse, Gesprächspartner und Interpret Dietrich Bonhoeffers. Gütersloh 2011 (Martin Hüneke, Heinrich Bedford-Strohm), ISBN 3-579-07143-2.
- Prophetic Witness. An Appropriate Contemporary Mode of Public Discourse? (Theologie in der Öffentlichkeit 1). Münster 2011 (Heinrich Bedford-Strohm, Etienne de Villiers), ISBN 978-3-643-90044-9.
- Religion and Ecology in the Public Sphere, London 2011 (Celia Deane Drummond, Heinrich Bedford-Strohm), ISBN 978-0-567-03508-0.
- Contextuality and Intercontextuality in Public Theology (Theologie in der Öffentlichkeit 4). Münster 2013 (Heinrich Bedford-Strohm, Florian Höhne, Tobias Reitmeier), ISBN 978-3-643-90189-7.
- Wer’s glaubt, wird selig. Ein Glaubensgespräch zwischen Vater und Sohn. Freiburg im Breisgau 2013 (Heinrich und Jonas Bedford-Strohm), ISBN 3-451-61193-7 (Kreuz Verlag), ISBN 978-3-451-06758-7 (Herder Verlag).
- Kommunikative Freiheit. Interdisziplinäre Diskurse mit Wolfgang Huber (Ökumenische Theologie 29). Leipzig 2014 (Heinrich Bedford-Strohm, Paul Nolte und Rüdiger Sachau), ISBN 978-3-374-03769-8.
- Vernetzte Vielfalt. Kirche angesichts von Individualisierung und Sakularisierung. Die fünfte EKD-Erhebung über Kirchenmitgliedschaft. Gütersloh 2015 (Heinrich Bedford-Strohm, Volker Jung), ISBN 978-3-579-07437-5 (Vernetzte Vielfalt, Ergebnisse und Folgen der fünften EKD-Erhebung zur Kirchenmitgliedschaft , auf www.ekd.de, mit Buch zum Herunterladen).
- Jahreslosung 2018. Bildmotive von Andreas Felger und Eberhard Münch. CD-ROM mit Bildbetrachtungen von Heinrich Bedford-Strohm und Hans-Joachim Eckstein, Asslar 2017, uri: https://fis.uni-bamberg.de/handle/uniba/42286.
- Reconciliation and Just Peace. Impulses of the Theology of Dietrich Bonhoeffer for the European and African Context. (Theologie in der Öffentlichkeit 9), Münster 2016 (Heinrich Bedford-Strohm, Pascal Bataringaya, Traugott Jähnichen), ISBN 978-3-643-90557-4.
- Die Welt verändern. Was uns Glaube heute zu sagen hat. Berlin 2016, ISBN 978-3-96038-007-8 (Heinrich Bedford-Strohm und Margot Käßmann).